# Hamlin (Kansas)
Hamlin ist eine Stadt im Brown County im Bundesstaat Kansas, USA.

## Geschichte
Hamlin wurde 1870 gegründet und planiert. Den Namen erhielt die Stadt zu Ehren von Hannibal Hamlin, der unter Abraham Lincoln Vizepräsident der Vereinigten Staaten war. Seit 1889 ist Hamlin als Gemeinde inkorporiert.

## Geographie
Nach Angaben des United States Census Bureau hat die Stadt eine Fläche von 0,23 km², die vollständig aus Land besteht.